# Cheval du Cap
Boerperd
Le cheval du Cap (afrikaans : Boerperd) est une race de chevaux originaire d'Afrique du Sud. Il provient de différents croisements entre les chevaux et des poneys importés en Afrique du Sud par les colons européens à partir du XVIIe siècle. Largement associé aux travaux agricoles et aux actions militaires des Afrikaners, il est désormais éteint sous sa forme originelle, en raison de trop nombreux croisements. Il a donné les races Carrossier du Cap, Boer du Cap, Boer sud-africain, Nooitgedacht et Namaqua.

## Histoire

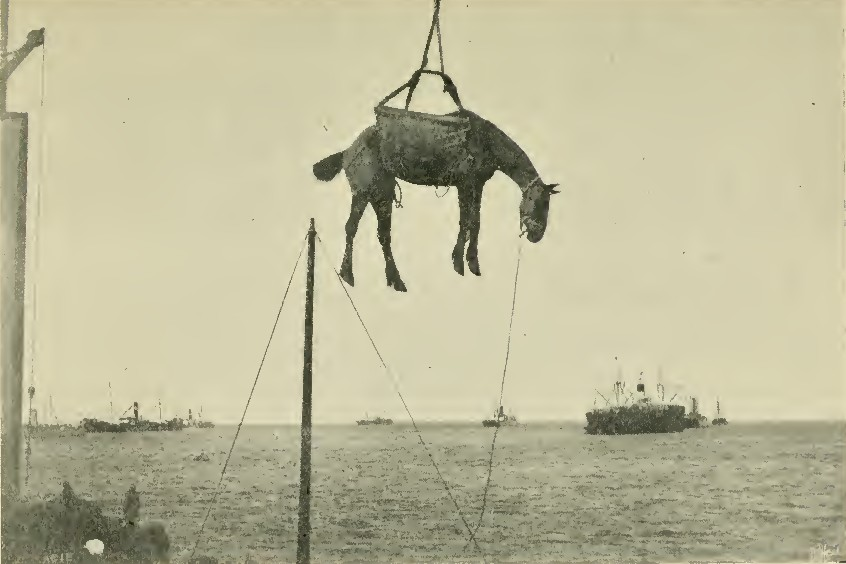
Cheval débarqué d'un navire à Port Elizabeth, dans la colonie du Cap, en 1902.

Le cheval du Cap est aussi connu sous les noms de Hantam et de Boer. Constituant l'une des premières races de chevaux développées en Afrique du Sud, il en accompagne la colonisation européenne dans son histoire et son développement. N'ayant jamais disposé d'un stud-book, il formait à l'origine une souche unique avec le Basuto, descendante comme lui de chevaux importés depuis les îles indonésiennes
Il résulte des multiples influences issues des vagues d'importations successives de chevaux en Afrique du Sud, dans un premier temps celle de chevaux orientaux entre 1652 et 1778 (d'origine vraisemblablement Arabe-Barbe et perse), puis des Criollo en 1778, des Pur-sang de 1782 à 1860, et des Hackney de 1860 à 1891. Le mélange entre toutes ces races d'importation forme, à partir des années 1800, le cheval du Cap proprement dit. À partir des années 1820, il est principalement modifié par les importations de chevaux Arabe et Pur-sang. Malgré le départ de nombreux chevaux du Cap durant le Grand Trek, la race du Cap perdure localement sous sa forme originelle. L'élevage de chevaux permet aux colons européens blancs de se différencier des habitants indigènes en réaffirmant leur identité européenne.
Le cheval du Cap est vraisemblablement presque éteint au début du XXe siècle, du fait de croisements, d'épidémies qui le frappent durant la seconde moitié du XIXe siècle, et surtout des deux guerres anglo-boers de 1880 et 1899. La population équine est en effet décimée durant la guerre de 1899-1902 : le cheval du Cap étant naturellement résistant aux maladies équines africaines et susceptible de servir d'arme de guerre, les Britanniques  ont volontairement capturé ou éliminé ces animaux. Il ne reste alors qu'une poignée de ces chevaux dans la région du Cap, qui finissent par être croisés à d'autres races. Le South Africa Department of Agriculture date la disparition du cheval du Cap à environ 1900.
Une société de race est créée en 1948 dans l'objectif initial de préserver le vieux cheval du Cap, mais elle se scinde en 1957 en deux sociétés, aboutissant à la sélection parallèle du Boer du Cap et du Boer sud-africain, deux races modernes présentant des caractéristiques différentes de celles du cheval du Cap historique,. Des éleveurs descendant des familles établies dans l'État libre d'Orange affirment toujours, au début du XXIe siècle et au travers d'histoires romantiques, posséder des chevaux de l'ancienne race du Cap, qui auraient miraculeusement échappé aux guerres et seraient préservés des croisements extérieurs. Les évaluations morphologiques de ces animaux, plutôt apparentés au Nooitgedacht, ont toujours écarté l'hypothèse d'une survie du cheval du Cap.

## Description
Le modèle est léger. Bien que sa morphologie exacte ne soit pas connue, il n'a vraisemblablement pas l'apparence d'un poney. La sélection naturelle sur l'adaptation au climat et l'élevage sélectif humain, favorisant des animaux travailleurs et de caractère calme, ont entraîné l'apparition d'une race uniforme dans ses caractéristiques. Le cheval du Cap est en effet réputé pour sa gentillesse.

## Utilisations

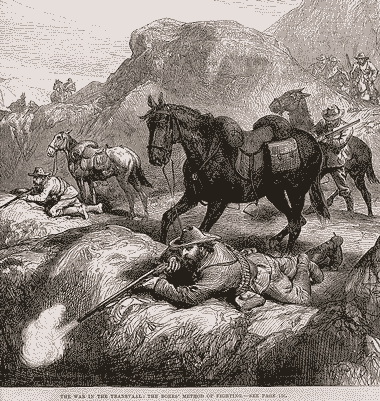
Cavalerie irrégulière lors de la première guerre des Boers, 1881.

Le cheval du Cap sert beaucoup de monture de travail en élevage, et de monture militaire en cas de besoins. Il est la première race de chevaux introduite en Australie. Le cheval du Cap participe aussi à la formation des races du Boer du Cap, du Boer sud-africain, du Basuto, du Nooitgedacht, du Namaqua et du Carrossier du Cap. Il se forge une solide réputation durant le Grand Trek, accompagnant la colonisation des fermiers Boers, ce qui lui a valu son nom de Boerperd.

## Diffusion de l'élevage
Durant 130 ans, le cheval du Cap est largement exporté dans tout l'Empire colonial britannique, notamment pour les besoins militaires. Comme d'autres races de chevaux développées par des colons, il incarne une identité locale et accompagne la montée du nationalisme. Par comparaison au cheval anglais, le Pur-sang, le cheval du Cap n'est pas considéré comme une monture de grand statut, mais incarne la fierté des colons blancs de l'Afrique du Sud.
Il est signalé comme race locale sud-africaine éteinte, dans la base de données DAD-IS. De même, l'étude menée par Rupak Khadka de l'Université d'Uppsala, publiée en août 2010 pour la FAO, l'indique comme race de chevaux locale africaine éteinte.